# Goudlijster
De goudlijster (Zoothera aurea) is een vogelsoort uit de familie van de Turdidae (lijsters). De goudlijster komt voor in de naaldbosgordel, de taiga in Siberië en overwintert in Zuidoost-Azië. Deze lijster werd heel lang beschouwd als een ondersoort van de guldlijster (Zoothera dauma aurea).

## Kenmerken
De goudlijster is een vrij grote lijster, 27–31 cm lang, zo groot als een grote lijster, maar hij oogt slanker. Het verenkleed lijkt op afstand grijsbruin. Opvallend aan het verenkleed is een patroon van halvemaanvormige, donkere schubben. In vlucht worden brede zwart-witte banden zichtbaar van de ondervleugel.

## Leefwijze
Zijn voedsel bestaat voornamelijk uit insecten en bessen. Hij leeft erg alleen en wordt bijna nooit in groepen aangetroffen.

## Verspreiding en leefgebied
De vogel broedt in vochtige naaldbossen in Siberië ten oosten van de Oeral. Broedgevallen ten westen van de Oeral zijn schaars. Het is een schuwe vogel.
De soort telt twee ondersoorten:
- Z. a. aurea: van oostelijk Europees Rusland tot oostelijk Siberië en noordelijk Mongolië.
- Z. a. toratugumi: zuidoostelijk Rusland, Korea, Sachalin, de Koerilen en Japan.

In West-Europa is de goudlijster een graag, maar zelden waargenomen dwaalgast. In Nederland is de goudlijster tussen 1800 en 1996 14 keer waargenomen; drie keer tussen 1980 en 1996. Opvallend aan deze waarnemingen was dat het in meerderheid dode of sterk uitgeputte vogels betrof. In de 21e eeuw zijn er ook al een aantal waarnemingen gedaan zoals op 4 oktober 2004 op Schiermonnikoog en op 9 oktober 2011 bij Heist in Vlaanderen.